# Дикгоф, Эдуард
Эдуард Дикгоф (Дикхофф, нем. Eduard Dyckhoff; 14 ноября 1880, Аугсбург — 2 марта 1949, Бад-Тёльц) — немецкий шахматист и шахматный теоретик; пропагандист игры в шахматы по переписке, общественный деятель и журналист. Редактор журнала «Fernschach» (1930—1934). Юрист, доктор права.
Победитель чемпионатов ИФШБ: 1929 — 1-2-е; 1930 — 1-е; 1931 — 1-2-места. В чемпионатах ИФШБ 1932 и 1936/1937 — 2-е места. В очных шахматах дважды выигрывал чемпионат Баварии (1913 и 1942).
Система Дикгофа в испанской партии 4. Кb1-c3 считается сильнейшим возражением на контргамбит Яниша.
Памяти Дикгофа посвящён международный турнир по переписке 1954—1956: 1890 участников из 33 стран; победитель главного турнира — Л. Шмид (14 очков из 15).

## Книги
- Fernschach-Kurzschlüsse, Düsseldorf, 1947.